# Masao Yoshida

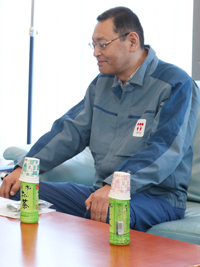

Masao Yoshida (吉田 昌郎?; Osaka, 17 febbraio 1955 – Tokyo, 9 luglio 2013) è stato un ingegnere giapponese, direttore della centrale nucleare di Fukushima Dai-ichi durante il disastro del 2011.

## La gestione del disastro di Fukushima
In seguito allo tsunami abbattutosi sulle coste giapponesi l'11 marzo 2011, l'impianto di Fukushima Dai-ichi venne colpito da un'onda altissima che devastò alcuni edifici e allagò la sala dei generatori diesel. La mancanza di energia elettrica impedì quindi il funzionamento dei sistemi di raffreddamento.
Il giorno seguente il surriscaldamento di uno dei reattori provocò l'evaporazione dell'acqua nel nocciolo e l'esplosione dell'edificio che lo conteneva.
Come estremo tentativo per diminuire la temperatura gli addetti avevano cominciato a pompare acqua di mare sul reattore. I dirigenti della TEPCO, colosso energetico gestore della centrale, diedero ordine di interrompere le operazioni perché l'acqua salata avrebbe compromesso irreparabilmente gli impianti ma Yoshida disobbedì scegliendo di sacrificare la centrale per evitare una catastrofe. Alcuni esperti, come il fisico nucleare Michio Kaku, riconoscono infatti che la decisione ha evitato un disastro più grande..
Yoshida rimase coraggiosamente nell'impianto a dirigere le operazioni di contenimento dei danni. Tutte le persone all'interno e all'esterno dell'impianto furono esposte a livelli altissimi di radiazioni e Yoshida dichiarò: «molte volte ho pensato che sarei morto».

## L'inchiesta governativa
La relazione del team investigativo sulle cause dell'incidente, pubblicata nel luglio 2012, indica che nel 2008 Yoshida, allora responsabile della valutazione delle misure di sicurezza dell'impianto di Fukushima, stimò il danno derivato da uno tsunami che si fosse abbattuto sull'area con onde di 15,7 metri. In tale occasione, però, rinviò l'attuazione delle relative misure di sicurezza perché quello scenario era il peggiore preso in esame e le probabilità che si verificasse erano molto basse.

## La morte
Nel novembre 2011 Yoshida lasciò la guida dell'impianto dopo essersi improvvisamente ammalato e morì per un cancro all'esofago a distanza di due anni e quattro mesi dall'incidente di Fukushima.
La TEPCO ha dichiarato di ritenere “improbabile” che il tumore fosse legato all'esposizione radioattiva, argomentando che, normalmente, ci sarebbero voluti da cinque a dieci anni per far emergere tale patologia.